# Campionati europei di atletica leggera 2012 - Salto triplo femminile
La gara del salto triplo femminile si è tenuta il 27 e 29 luglio.

## Risultati

### Qualificazioni
In finale chi supera 14,20 m o rientra tra i primi 12.
| Pos | Gruppo | Atleta                 | Nazione     | #1    | #2    | #3    | Misura | Note  |
| --- | ------ | ---------------------- | ----------- | ----- | ----- | ----- | ------ | ----- |
| 1   | A      | Olha Saladukha         | Ucraina     | 14.77 |       |       | 14.77  | Q, EL |
| 2   | B      | Patrícia Mamona        | Portogallo  | 14.41 |       |       | 14.41  | Q     |
| 3   | B      | Françoise Mbango Etone | Francia     | x     | x     | 14.38 | 14.38  | Q     |
| 4   | B      | Dana Velďáková         | Slovacchia  | 13.92 | 14.36 |       | 14.36  | Q, SB |
| 5   | B      | Paraskevi Papahristou  | Grecia      | 14.35 |       |       | 14.35  | Q     |
| 6   | B      | Yana Borodina          | Russia      | 14.03 | 14.28 |       | 14.28  | Q     |
| 7   | A      | Athanasia Perra        | Grecia      | x     | 14.22 |       | 14.22  | Q     |
| 8   | B      | Kseniya Dziatsuk       | Bielorussia | 13.83 | 14.20 |       | 14.20  | Q     |
| 9   | A      | Marija Šestak          | Slovenia    | 14.09 | 14.17 | 13.34 | 14.17  | q     |
| 10  | A      | Simona La Mantia       | Italia      | 13.85 | 14.14 | 13.90 | 14.14  | q     |
| 11  | B      | Svetlana Bolshakova    | Belgio      | 13.66 | 13.91 | 14.09 | 14.09  | q     |
| 12  | A      | Níki Panéta            | Grecia      | x     | 14.08 | 13.78 | 14.08  | q     |
| 13  | A      | Susana Costa           | Portogallo  | 13.64 | x     | 13.99 | 13.99  |       |
| 14  | B      | Jenny Elbe             | Germania    | 13.89 | 13.90 | 13.98 | 13.98  |       |
| 15  | B      | Snežana Rodič          | Slovenia    | x     | 13.63 | 13.95 | 13.95  |       |
| 16  | A      | Patricia Sarrapio      | Spagna      | 13.83 | 13.90 | x     | 13.90  | SB    |
| 17  | B      | Ruslana Tsykhotska     | Ucraina     | x     | 13.87 | x     | 13.87  |       |
| 18  | A      | Hanna Demydova         | Ucraina     | 13.72 | x     | x     | 13.72  |       |
| 19  | A      | Olesya Zabara          | Russia      | 13.54 | 13.69 | 13.56 | 13.69  |       |
| 20  | A      | Adelina Gavrilă        | Romania     | 13.61 | 13.22 | 13.07 | 13.61  |       |
| 21  | B      | Cristina Bujin         | Romania     | x     | 13.34 | x     | 13.34  |       |
| 22  | A      | Katja Demut            | Germania    | 13.31 | x     | 13.13 | 13.31  |       |
| NCL | A      | Petia Dacheva          | Bulgaria    | x     | x     | x     | NM     |       |
| NCL | B      | Kristiina Mäkelä       | Finlandia   | x     | x     | x     | NM     |       |
| NCL | B      | Andriana Bânova        | Bulgaria    | x     | x     | x     | NM     |       |

### Finale
| Pos | Atlete                 | Nazione     | #1    | #2    | #3    | #4    | #5    | #6    | Misura | Note |
| --- | ---------------------- | ----------- | ----- | ----- | ----- | ----- | ----- | ----- | ------ | ---- |
| 1   | Olha Saladukha         | Ucraina     | 14.99 | 14.84 | x     | 14.65 | x     | 14.89 | 14.99  | WL   |
| 2   | Patrícia Mamona        | Portogallo  | 14.52 | 14.07 | x     | 14.22 | 13.97 | 14.21 | 14.52  | NR   |
| 3   | Yana Borodina          | Russia      | 14.15 | 14.07 | 14.00 | 14.02 | 14.36 | 14.35 | 14.36  |      |
| 4   | Simona La Mantia       | Italia      | 14.25 | x     | 13.73 | x     | x     | 13.64 | 14.25  |      |
| 5   | Dana Velďáková         | Slovacchia  | 13.90 | x     | 14.24 | x     | x     | x     | 14.24  |      |
| 6   | Níki Panéta            | Grecia      | x     | 14.23 | 14.15 | x     | x     | x     | 14.23  |      |
| 7   | Athanasia Perra        | Grecia      | x     | 14.00 | 14.23 | x     | x     | x     | 14.23  |      |
| 8   | Françoise Mbango Etone | Francia     | x     | x     | 14.19 | 13.95 | 14.03 | 14.15 | 14.19  |      |
| 9   | Svetlana Bolshakova    | Belgio      | x     | 14.07 | 13.83 |       |       |       | 14.07  |      |
| 10  | Marija Šestak          | Slovenia    | x     | x     | 14.01 |       |       |       | 14.01  |      |
| 11  | Paraskevi Papahristou  | Grecia      | x     | 13.89 | x     |       |       |       | 13.89  |      |
| 12  | Kseniya Dziatsuk       | Bielorussia | x     | 13.87 | 13.55 |       |       |       | 13.87  |      |